# Marta Casals Istomin
Marta Casals Istomin, nacida Marta Montañez Martínez (Humacao, 2 de noviembre de 1936) es una violoncelista y maestra puertorriqueña. Pertenecía a una familia de músicos aficionados y en 1952 obtuvo una beca para aprender a tocar el violonchelo en Nueva York, donde conoció Pau Casals, con quien marchó a Francia y se casó en 1957. El mismo año ambos fundaron el Festival Casals en San Juan de Puerto Rico y en 1959 el Conservatorio de Puerto Rico. A la muerte de Pau Casals en 1973, se hizo cargo.
En 1975 se casó con Eugene Istomin, de quien se quedó viuda en 2003. En 1979 dimitió como presidenta del Festival Casals para ser directora artística del John F. Kennedy Center for the Performing Arts en Washington D. C. hasta 1990.
Desde 1990 hasta 1997 se hizo cargo de los Encuentros Musicales de Evian, en Francia, y después fue presidenta de la Escuela de Música de Manhattan. También es presidenta de la Fundación Pau Casals. En 2001 recibió el Premio Creu de Sant Jordi.
Habla con suficiente fluidez catalán, castellano, francés e inglés, razón por la que, entre otros cargos, ha sido miembro de la primera delegación cultural en la República Popular China (1980), miembro del Consultivo de Estados Unidos sobre Cultura para la UNESCO en Ciudad de México y París (1980), y delegada en el Foro de Artes Mundial en Ginebra, Suiza (1989, 1990).
El 2 de noviembre de 2015 Marta Casals recibió el premio Living Legend otorgado por la Biblioteca del Congreso de los Estados Unidos.

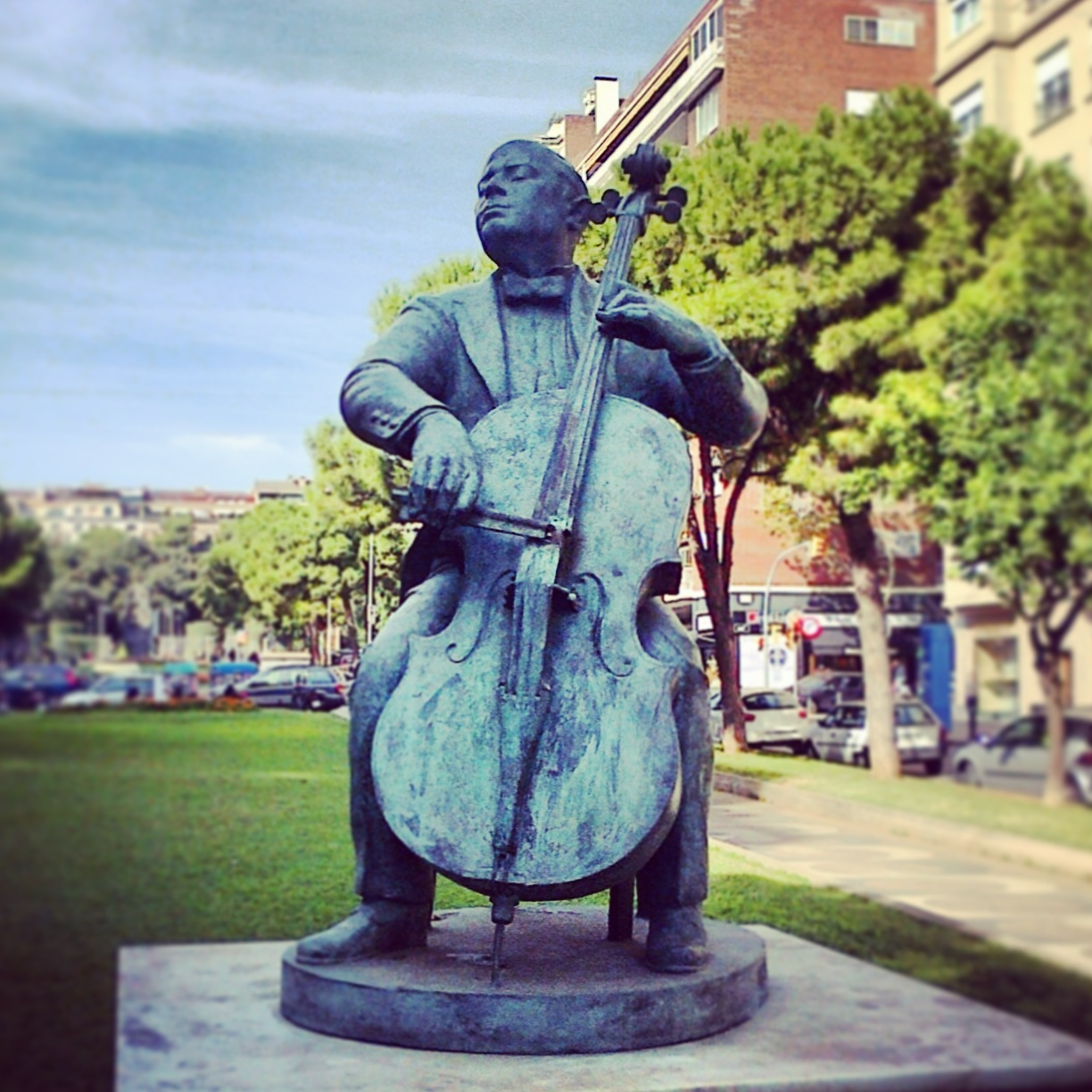
Pau Casals (1940), obra del escultor Josep Viladomat